# コンラート・ハンゼン
コンラート・ハンゼン（ドイツ語: Conrad Hansen, 1906年11月24日 - 2002年6月22日）は、ドイツのピアノ奏者。

## 経歴
1906年、リップシュタット生まれ。８歳からピアノを始め、10歳でリサイタルを開くほどの早熟ぶりを示す。1922年にエトヴィン・フィッシャーの門下となり、1930年には師の主宰する室内管弦楽団と共演してデビューを果たした。
以後フィッシャーの助手を経て1936年にシュテルン音楽院の助教授となり、エーリヒ・レーン、アルトゥール・トレスターとピアノ三重奏団を結成して室内楽の分野で活躍した。また、ソリストとしてもウィレム・メンゲルベルクやヴィルヘルム・フルトヴェングラーらと共演している。第二次世界大戦後の1946年にデトモルト音楽大学の共同設立者として名を連ねて教授を務め、1960年にはハンブルク音楽院、1974年からリューベック音楽院で後進の指導に当たった。2002年、ハンブルクにて死去。

## 註
1. ↑  47news.jp

| スタブアイコン | サブスタブ | この項目は、まだ閲覧者の調べものの参照としては役立たない、人物に関連した書きかけの項目です。この項目を加筆・訂正などしてくださる協力者を求めています（P:人物伝/PJ:人物伝）。 |